# Doudeauville, Seine-Maritime
Doudeauville är en kommun i departementet Seine-Maritime i regionen Normandie i norra Frankrike. Kommunen ligger i kantonen Gournay-en-Bray som tillhör arrondissementet Dieppe. År 2022 hade Doudeauville 110 invånare.

## Befolkningsutveckling
Antalet invånare i kommunen Doudeauville
| Referens: INSEE |